# ミラノ勅令
ミラノ勅令（ミラノちょくれい、ラテン語: Edictum Mediolanense）は、313年にローマ皇帝コンスタンティヌス1世（当時は西方正帝）とリキニウス（同・東方正帝）が連名で発布したとされる勅令である。一般に、全帝国市民の信教の自由を保障した内容とされるが、この勅令の実在そのものや、真の起草者について疑問視する研究者もいる。

## 勅令の文書
史料上は、ラクタンティウス『迫害者の末路』に収録されているラテン語版と、エウセビオス『教会史』中のギリシア語版の2種類が現存する。両者は基本的に同一の内容を記しているが、一部に相違点がみられる。以下にその一例としてラテン語版冒頭部を引用する（下線部がラテン語版、【】内がギリシア語版）。なお、ギリシア語版のみ、この前に序文が付されている。

## 一般的な理解
勅令発布以前、ディオクレティアヌス帝はキリスト教徒を迫害したが、その後311年、東方正帝ガレリウスは弾圧をやめ寛容令を発した。これを受ける形で、当時西方正帝だったコンスタンティヌス1世（のちに単独皇帝となる）は、キリスト教を帝国統治に利用しようという意図もあって「ミラノ勅令」を発布。特にキリスト教を挙げつつ、他のすべての宗教と共にこれを公認した。325年には第1ニカイア公会議を開催している。
ユリアヌス帝はこの勅令を利用し、逆にキリスト教への優遇を排した。だがそれらは彼の死後すべて撤回され、その後の皇帝は再びキリスト教徒に特権を与えた。392年には、テオドシウス1世によってキリスト教はローマ帝国の国教とされた。
ミラノ勅令は、キリスト教を公認したものではあるが、より正確にいえば、この「勅令」はキリスト教を含むすべての宗教の完全なる信仰の自由を保障するものであった。没収されたキリスト教会所有の財産の返還が命じられたのは、信教の保障という観点からそれが不当であると判断されたからである。
なお、この「勅令」は「ミラノ勅令」という名称からミラノで発布された勅令であると勘違いされがちであるが、ミラノにおいて勅令が発布されたことを示す証拠はない。ミラノはコンスタンティヌス帝とリキニウス帝が会談した場所であるものの、両帝の会談の合意内容を記してビテュニアの代官に宛てられたリキニウスの親書（ラクタンティウスが依拠する文書）が313年に最初に公開された場所はニコメディアである。またエウセビオスの『教会史』の該記述の情報源はパレスチナの代官に宛てられた親書と推測されている。そうであれば、311年のガレリウスの勅令と異なり、この宣言は法的には「勅令 （edictum） 」ではないと考えられる。